# Seznam hrvaških zdravnikov
Seznam hrvaških zdravnikov.

## A
- Nikša Allegretti

## B
- Đuro Armeno Baglivi
- Boško Barac
- Ivan Barbot
- Mihovil Biočić
- Aleksandar Blašković
- Viktor Boić
- Jagoda Bolčić-Wickerhauser
- Živko Bolf
- Berislav Borčić (st./ml.)
- Srđan Boschi
- Božo Bosnar
- Marijan Bosnar
- Albert Botteri
- Ivan Hugo Botteri
- Pavao Brajša
- Zvonimir Brala
- Beata Brausil
- Josip Breitenfeld
- Vladimir Breitenfeld
- Vojtjeh Brida
- Ivo Brodarec
- Zvonimir Brudnjak
- Lodovico Brunetti
- Mile Budak (1903-61)
- Julije Budisavljević (1882-1981)

## C
- Nina Canki-Klain
- Drago Chloupek
- Darko Chudy
- Branko Cvjetanović

## Č
- Miroslav Čačković
- Luka Čičin-Šain
- Vera Čoklica
- Drago Čop (1898-1963)
- Stipe Čular
- Krešimir Čupak
- Ivo Čupar
- Vesna Čupić
- Nevenka Čuturić

## Ć
- Pavao Ćepulić
- Vladimir Ćepulić
- Branimir Čvorišćec

## Đ
- Ivan Đikić-biokemik?

## D
- Dragan Dekaris
- Mihovil Dekaris
- Miroslav Delić
- Ivan Dežman
- Žarko Dolinar
- Rafael Dolinšek
- Sergije Dogan
- (Julije Domac)
- Vjekoslav Duančić (st./ml.)
- Andrija Dudić
- Asaf Duraković
- Zijad Duraković
- Theodor Dürrigl
- Franjo Durst

## F
- Josip Fališevac
- Krešimir Filić
- Dora Filipović
- Aleks Finderle
- Vatroslav Florschütz
- Avgust Forenbacher

## G
- Nenad Grčević
- Pavle Gregorić
- Ernest Grin (deloval v BiH)
- Mirko (Dražen) Grmek (zgodovinar medicine)
- Ferdo Grospić (1893-1983)
- Mavro Gross
- Antun Grošić
- Nevenka Gruden (1929–2021)
- Vladimir Gruden
- Zdenka Gruden
- Miroslav Grujić
- Branimir Gušić
- Vladimir Gvozdanović

## H
- Ferdinand Hadvig
- Franjo Hajnšek
- Nada Hamel-Puškarić
- Janko Hančević
- Josip Havliček
- Andrija Hebrang mlajši
- Matija Hedl
- Ivan Herzog (Hercog)
- Žiga Herzog
- Vladimir Hlavka
- Branko Hodek
- Ante Hrabar
- Hedvig Hricak
- Oskar Hovorka (von Zderas)
- Ivan Hozelawer
- Višnja Hudolin
- Vladimir Hudolin

## I
- Stanko Ibler
- Drago Ikić
- Ivo Ivančević
- Nikola Ivaniš

## J
- Ivo Jajić
- Dušan Jakac
- Đuro Jakaša
- Milivoj Jambrišak
- Fran Janjić
- Ivan Janjić
- Špiro Janović
- Ivan Jelić
- Vladimir Jelovšek
- Dezider Julius
- Stevo Julius
- Miro Juretić
- Nikola Juretić
- Ante Jurica
- Ladislav Juričić
- Mislav Jurin
- Zdenka Jurin-Žmegač

## K
- Petar Kačić
- Miroslava Kačić Knežević
- Silvije Kadrnka
- Magdalena Kadrnka Lovrenčić
- Josip Kajfeš
- Zrnka Kalafatić
- Smilja Kalenić
- Laszlo Kallai
- Nikica Kalogjera
- Andrija Kaštelan
- Vladimir Katičić
- Milo Katić
- Duško Katunarić
- Ivan Kaznačić
- Branko Kesić
- Eduard Klain
- Franz Kleinhappel
- Herbert Klemenčič (slov.-hrv.)
- Goran Knežević
- Mirko Knežević
- Stojan Knežević
- Geza Kobler
- Pavel Kobler (1944, Mb)
- Dubravka Kocijan-Hercigonja
- Andrej Kogler (1944, SG)
- Franjo Kogoj
- Verena Kogoj-Bakić
- Aleksander Koharović
- Krsto Kolarić
- Janko Komljenović
- Zvonimir Kopač
- Božena Kopajtić
- Josip Koporc
- Juraj Körbler
- Mirko Koršić
- Ivica Kostović
- Krešimir Koržinek
- Krista Kostial-Šimonović
- Ivica Kostović
- Marijan Košiček (hrv.-slov. seksolog)
- Dragutin Košuta
- Vladimir Kovač, ortoped-kirurg
- Luka Kovačić
- Zvonimir Krajina
- Milan Kralj
- Zvonimir Kralj
- Radoslav Krištof (r. Metlika)
- Oto(n) Krivec
- Zdenko Križan
- Jelena Krmpotić-Nemanić
- Krešimir Krnjević
- Milan Kubović
- Zdravko Kučić
- Anđelko Kučišec
- Asim Kurjak
- Zvonko Kusić
- Vjekoslav Kušan
- Vladimir Kušević (farmacevt)
- Ivan Kuvačić

## L
- Rudolf Lamprecht (1781-1860)
- Andrija Longhino
- Radoslav Lopašić (1896-1979)

## M
- Frane Mandić
- Šime Manola
- Zvonimir Maretić
- Ivo Margan
- Ivo Marinović
- Ana Marušić
- Matko Marušić
- Dragutin Mašek
- Duško Matas
- Ernest Mayerhofer
- Jerko Machiedo
- Ivo Margan
- Dragutin Mašek
- Darko Milinović
- Eduard Miloslavić (Eduard Luka Miloslavić)
- Ladislav Mrzljak

## O
- Stjepan Orešković.

## P
- Ivo Padovan
- Vladimir Parpura (*1964)
- Marko Pećina
- Vinko Perčić
- Drago Perović
- Stjepan Poljak
- Laza Popović?
- Emil Prašek
- Dragan Primorac
- Ivan Prpić

## R
- Karlo Radoničić
- Eduard Radošević
- Željko Reiner
- Danko Riessner
- Pavao Rudan
- Daniel Rukavina

## S
- Sergije Saltykow
- Santorio Santorio
- Karol Senker (1919-2004)
- Vlatko Silobrčić
- Fran Smetanka
- Ante Smetiško
- Božidar Spišić (Špišić)
- Nela Sršen (*1965)
- Stjepan Steiner
- Željko Sutlić

## Š
- Marko Šarić
- Ante Šercer
- Zdenko Škrabalo
- Andrija Štampar
- Mladen Štulhofer
- Anton Švajger

## T
- Zdenko Trampuš (stomatolog)

## V
- Aleksa Vancaš
- Stjepan Vidaković
- Krešimir Vranešić
- Božidar Vrhovac
- Herman Vukušić

## W
- Teodor Wickerhauser